# Ibars de Urgel
Ibars de Urgel, en catalán y oficialmente Ivars d'Urgell, es un municipio español perteneciente a la provincia de Lérida, en la comarca de la Plana de Urgel (Cataluña).

## Localización
Situado en el sector norte de la comarca de la Plana de Urgel , a 5 km de la autovía A-2 Lérida-Barcelona a 6 km de la nacional II, y a 5 km de la carretera comarcal Tárrega-Balaguer.

## Barrios y pedanías
El municipio está formado por los siguientes núcleos de población:
- La villa de Ibars de Urgel (título otorgado por el rey Alfonso XIII).
- Vallverd
- La Cendrosa
- Montsuar[cita requerida]
- Montalé

## Demografía
Cuenta con una población de 1590 habitantes (INE 2024).
| Gráfica de evolución demográfica de Ibars de Urgel entre 1842 y 2021 |
| |
| Población de derecho según los censos de población del INE Población de hecho según los censos de población del INEEn estos censos se denominaba Ibars de Urgel: 1842, 1857, 1860, 1877, 1887, 1897, 1900, 1910, 1920, 1930, 1940, 1950, 1960, 1970 y 1981 Entre el censo de 1857 y el anterior, crece el término del municipio porque incorpora a 255075 (Bullidó), 255385 (Vallvert) |

## Economía
La economía del municipio gira en torno a la agricultura, la ganadería y las actividades industriales que ellas derivan, también hay un amplio sector servicios: restaurantes, alojamientos en casa de agrícolas, supermercados, laboratorios de análisis, servicios médicos, equipamientos deportivos, de enseñanza: escuelas, aula municipal de música, biblioteca, jardín de infancia y punto de información juvenil (PIJ).

## Patrimonio
- Ermita de la Virgen de la Huerta. Obra del siglo XVIII.
- Iglesia parroquial de San Andrés. Obra de estilo barroco.
- Casco Viejo
- Masías. Entre las masías que hay por el término municipal destacan el grupo de la Cendrosa (cal Sans) y el gran casal de Montalé, documentada desde el siglo XII.
- Estanque de Ibars

## Fiestas
- Fiesta mayor de Ibars: Por la 2.ª Pascua, y por San Andrés ( 30 de noviembre).
- Fiesta mayor de Vallverd: 2.º sábado de mayo y 4.º sábado de septiembre
- Virgen de la Huerta: el primer domingo de septiembre.
- En febrero es la fiesta de la matanza del cerdo en Vallverd y en Ibars coincide con los carnavales